# Gran Premio Carlo Marangoni
Gran Premio Carlo Marangoni är ett travlopp för treåriga hingstar/valacker och ston som äger rum i början av september på Ippodromo Vinovo i Turin i Italien. Det är ett Grupp 1-lopp. 
Loppet körs över 2 100 meter på banan Ippodromo Vinovo, med autostart. Den samlade prissumman i loppet varierar mellan 154 000 euro till 220 000 euro, förstapriset i 2021 års upplaga var 75 000 euro.
Loppet har körts sedan 1965 och då var distansen 2 100 meter men under åren 1986-1991 så kördes loppet över 1 600 meter, men sedan 1992 så körs loppet igen över 2 100 meter.
Löpnings rekordet innehar Callmethebreeze som han satte under 2021 års upplaga av loppet.

## Vinnare[2]
| År   | Häst              | Far                | Kusk                   | Tränare               | Distans           | Tid/km            |
| ---- | ----------------- | ------------------ | ---------------------- | --------------------- | ----------------- | ----------------- |
| 2024 | Frank Gio         | Face Time Bourbon  | Matthieu Abrivard      | Sébastien Guarato     | 2 100 m           | 1'12"8            |
| 2023 | Eolo Jet          | Wishing Stone      | Massimiliano Castaldo  | Alessandro Gocciadoro | 2 120 m           | 1'13"8            |
| 2022 | Dimitri Ferm      | Nad Al Sheba       | Andrea Farolfi         | Mauro Baroncini       | 2 100 m           | 1'12"6            |
| 2021 | Callmethebreeze   | Trixton            | Andrea Guzzinati       | Philippe Allaire      | 2 100 m           | 1'12"2            |
| 2020 | Blackflash Bar    | Oropuro Bar        | Santo Mollo            | Fausto Barelli        | 2 100 m           | 1'13"2            |
| 2019 | Axl Rose          | Love You           | Alessandro Gocciadoro  | Alessandro Gocciadoro | 2 100 m           | 1'12"8            |
| 2018 | Loppet kördes ej. | Loppet kördes ej.  | Loppet kördes ej.      | Loppet kördes ej.     | Loppet kördes ej. | Loppet kördes ej. |
| 2017 | Vash Top          | Ready Cash         | Gabriele Gelormini     | Erik Bondo            | 2 100 m           | 1'13"1            |
| 2016 | Urlo dei Venti    | Mago d'Amore       | Manuele Matteini       | Soc.All. Matteini     | 2 100 m           | 1'14"0            |
| 2015 | Timone Ek         | Mr Vic             | Federico Esposito      | Gennaro Casillo       | 2 100 m           | 1'14"8            |
| 2014 | Sceicco           | Look de Star       | Andrea Guzzinati       | Andrea Guzzinati      | 2 100 m           | 1'14"9            |
| 2013 | Rotary Ok         | Andover Hall       | Marco Smorgon          | Marco Smorgon         | 2 100 m           | 1'14"4            |
| 2012 | Pascia' Lest      | Varenne            | Enrico Bellei          | Holger Ehlert         | 2 100 m           | 1'15"1            |
| 2011 | Obama Gar         | S.J.'s Photo       | Enrico Bellei          | Pasquale Palumbo      | 2 100 m           | 1'13"6            |
| 2010 | Non Solo Bar      | Love You           | Marco Smorgon          | Marco Smorgon         | 2 100 m           | 1'14"8            |
| 2009 | Mind Wise As      | Lemon Dra          | Giuseppe Pietro Maisto | Tiberio Cecere        | 2 100 m           | 1'14"0            |
| 2008 | Lana Del Rio      | Varenne            | Santo Mollo            | Santo Mollo           | 2 100 m           | 1'13"5            |
| 2007 | Iglesias          | Ganymede           | Pietro Gubellini       | Maik Esper            | 2 100 m           | 1'14"3            |
| 2006 | Giulia Grif       | Viking Kronos      | Marco Smorgon          | Marco Smorgon         | 2 100 m           | 1'14"9            |
| 2005 | Farifant          | And Arifant        | Enrico Bellei          | Enrico Bellei         | 2 100 m           | 1'15"5            |
| 2004 | Equinox Bi        | Valley Boss Bi     | Enrico Bellei          | Jan Nordin            | 2 100 m           | 1'15"0            |
| 2003 | Daguet Rapide     | Pine Chip          | Pietro Gubellini       | Maurizio Grosso       | 2 100 m           | 1'16"1            |
| 2002 | Ciac Mat          | Sugarcane Hanover  | Carlo Rossi            | Carlo Rossi           | 2 100 m           | 1'15"0            |
| 2001 | Brandy Dei Fiori  | Waikiki Beach      | Biagio Lo Verde        | Biagio Lo Verde       | 2 100 m           | 1'16"2            |
| 2000 | Air Force Blue    | Lurabo Blue        | Andrea Guzzinati       | Guseppe Guzzinati     | 2 100 m           | 1'15"8            |
| 1999 | Zambesi Bi        | Crown's Invitation | Mauro Biasuzzi         | Jan Nordin            | 2 100 m           | 1'15"0            |
| 1998 | Varenne           | Waikiki Beach      | Giampaolo Minnucci     | Jori Turja            | 2 100 m           | 1'14"8            |
| 1997 | Uronometro        | Lemon Dra          | Enrico Bellei          | Leif Berggren         | 2 100 m           | 1'15"4            |
| 1996 | Tinak Mo          | Dick's Bell        | Biagio Lo Verde        | Biagio Lo Verde       | 2 100 m           | 1'15"0            |
| 1995 | Sole Degli Dei    | Super Bowl         | Enrico Bellei          | Carlo Schipani        | 2 100 m           | 1'17"2            |
| 1994 | Ricettatore       | Count's Pride      | Glauco Cicognani       | Glauco Cicognani      | 2 100 m           | 1'15"8            |
| 1993 | Park Ok           | Lanson             | Antonio Luongo         | Antonio Luongo        | 2 100 m           | 1'16"9            |
| 1992 | Orneus            | Fakir du Vivier    | Alessandro Cicognani   | Alessandro Cicognani  | 2 100 m           | 1'18"0            |
| 1991 | Nabila Om         | Top Hanover        | Lamberto Guzzinati     | Lamberto Guzzinati    | 1 600 m           | 1'19"4            |
| 1990 | Montaione         | Bourbon            | Antonio Storti         |                       | 1 600 m           | 1'16"1            |
| 1989 | Lemon Dra         | Sharif di Iesolo   | William Casoli         |                       | 1 600 m           | 1'16"2            |
| 1988 | Iduard            | Chorus Master      | Giuseppe Rossi         |                       | 1 600 m           | 1'15"5            |
| 1987 | Gitana d'Asolo    | Udet Hanover       | Mario Rivara           |                       | 1 600 m           | 1'16"2            |
| 1986 | Flamingo Om       | Short Stop         | Guseppe Guzzinati      | Guseppe Guzzinati     | 1 600 m           | 1'16"4            |
| 1985 | Esotico Prad      | Sharif di Iesolo   | Guseppe Guzzinati      | Guseppe Guzzinati     | 2 100 m           | 1'17"8            |
| 1984 | Darif Effe        | Sharif di Iesolo   | Giancarlo Baldi        |                       | 2 100 m           | 1'17"9            |
| 1983 | Cromyko           | Peridot Pride      | Simone Varetto         |                       | 2 100 m           | 1'19"9            |
| 1982 | Betrozir Mo       | Thornhill          | E Monti                |                       | 2 100 m           | 1'19"1            |
| 1981 | Argo Ve           | Sharif di Iesolo   | Siviero Milani         |                       | 2 100 m           | 1'17"9            |
| 1980 | Ghendero          | Sharif di Iesolo   | Siviero Milani         |                       | 2 100 m           | 1'17"7            |
| 1979 | Gentile           | Some Fire          | Giuseppe Rossi         |                       | 2 100 m           | 1'18"8            |
| 1978 | Iperide           | Quick Song         | Franco Albonetti       |                       | 2 100 m           | 1'19"2            |
| 1977 | Gibson            | Barbablu           | Giuseppe Nogara        |                       | 2 100 m           | 1'18"9            |
| 1976 | Cornish Cris      | Hit Song           | L Canzi                |                       | 2 100 m           | 1'20"4            |
| 1975 | Scellino          | Pro Hanover        | Nello Bellei           |                       | 2 100 m           | 1'20"4            |
| 1974 | Bolivan           | Some Fire          | Giuseppe Rossi         |                       | 2 100 m           | 1'19"7            |
| 1973 | Autorevole        | Van Dic            | Catello Savarese       |                       | 2 100 m           | 1'20"4            |
| 1972 | Patroclo          | Quick Song         | Mario Rivara           |                       | 2 100 m           | 1'18"8            |
| 1971 | Ugolino           | In Haste           | Gianfranco Bongiovanni |                       | 2 100 m           | 1'20"0            |
| 1970 | Tedo              | Hit Song           | William Casoli         |                       | 2 100 m           | 1'20"6            |
| 1969 | Acero             | Oriolo             | Siviero Milani         |                       | 2 100 m           | 1'21"5            |
| 1968 | Nebbiolo          | Jariolain          | M Barbetta             |                       | 2 100 m           | 1'21"0            |
| 1967 | Mescaleros        | Nike Hanover       | Walter Baroncini       |                       | 2 100 m           | 1'21"7            |
| 1966 | Mikori di Jesolo  | Hickory Fire       | Gioacchino Ossani      |                       | 2 100 m           | 1'24"3            |
| 1965 | Oronto            | Assisi             | Lalberto Bergami       |                       | 2 100 m           | 1'21"3            |